# نغونغ بينغ

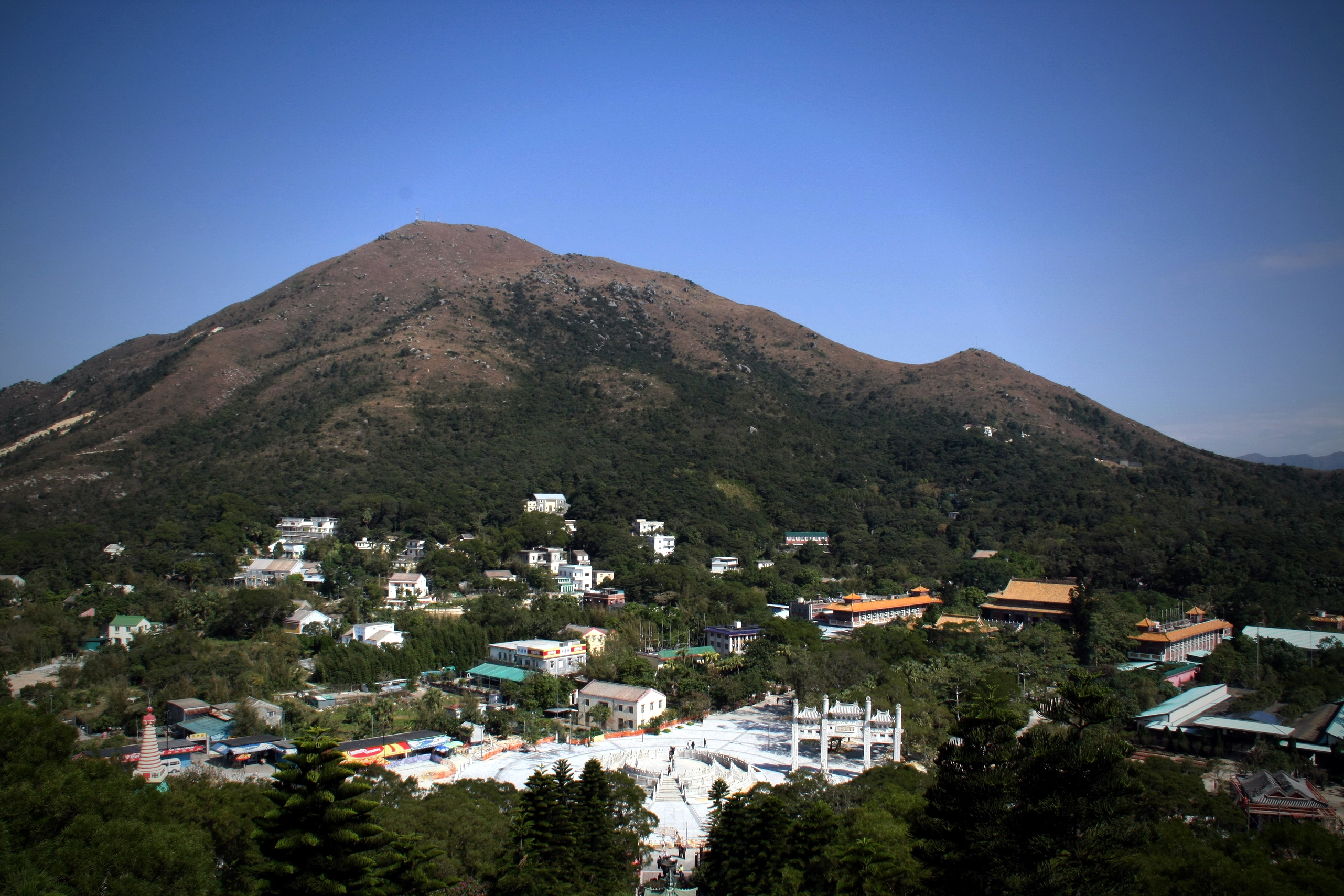
نغونغ بينغ

نغونغ بينغ مرتفعات في الجزء الغربي من جزيرة لانتاو في هونغ كونغ. وهي محج للسياح. وثاني أعلى قمة في هونغ كونغ، قمة لانتاو، موجودة في جنوبها الشرقي.